# Piotr Adamczyk
Piotr Aleksander Adamczyk (Varsó, 1972. március 21.–) lengyel színész, szinkronszínész.

## Korai évek
Adamczyk fiatalkora óta tudta, hogy színész szeretne lenni. 14 éves kora óta vezető színházi és filmszerepeket kapott, s részt vett Machulski fiatal színház csoportjában Varsóban, mely Lengyelországban nagy presztízzsel rendelkezik. Nemzetközi ösztöndíjaknak köszönhetően Németországban és Nagy-Britanniában is részt vehetett színházi műhelyekben. Ezt követően tanulmányait a varsói Aleksander Zelwerowicz Színművészeti Akadémián folytatta és többek között Gustaw Holoubektől illetve Zbigniew Zapasiewicz-től is tanulhatott. Egyetemi tanulmányainak második évében a Soros Alapítvány egyik ösztöndíjának köszönhetően ismét Nagy-Britanniába utazhatott, s a British American Drama Academy-n tanulhatott egy évet, melynek végén Hamletet játszhatta el.

## Növekvő ismertség
Miután diplomázott, a varsói Współczesny Színház (Teatr Współczesny) tagja lett és 10 év alatt a lengyel színházi világ egyik legfontosabb alakja lett. Ezt követően a filmes karrierje is egyre inkább sikeresebbé vált. Dosztojevszkij Ördögök című filmfeldolgozásában Sztavrogint alakította, majd Chopin - Vágyakozás a szerelemre című filmben a címszereplőt játszotta.
Filmes karrierjének egyik csúcspontja volt, amikor II. János Pál pápa szerepét kapta meg a Karol - Az ember, aki pápa lett és a Karol 2. - A pápa, aki ember maradt című filmekben. Sok katolikus államban, főként Olaszországban és Latin-Amerikában, rendkívül népszerűvé vált. Ez a szerep azonban azzal is járt, hogy sok nézőben ő és a szerep eggyé váltak. Ezért ezt követően több, egymással ellentétes és a néző számára sokkoló szerepet is elvállalt. Játszott olasz (Liliana Cavani: Einstein) és portugál (Második élet) filmekben is.
Napjainkban több színházban is vendégszerepel, mint például a Nemzeti Színházban és az Imka Színházban, de olaszországi népszerűségét kihasználva játszott a római Sala Uno Színházban is.
Lengyelország egyik legnépszerűbb szinkronszínésze, hangját többek között Ben Stillernek, Eddie Murphynek, Daniel Day-Lewisnak és Adam Sandlernek is kölcsönözte. Animációs filmekben Villám McQueen lengyel hangja is volt a Verdákban és a Verdák 2.-ben, Melmané a Madagaszkár összes részében.
Hazájában és külföldön is számos rangos elismerést kapott, 2011-ben a legnépszerűbb lengyel színésznek járó díjjal is kitüntették, melyet alátámaszt az a tény is, hogy filmje mindig a legsikeresebb lengyel filmek közé tartoznak.

## Filmek

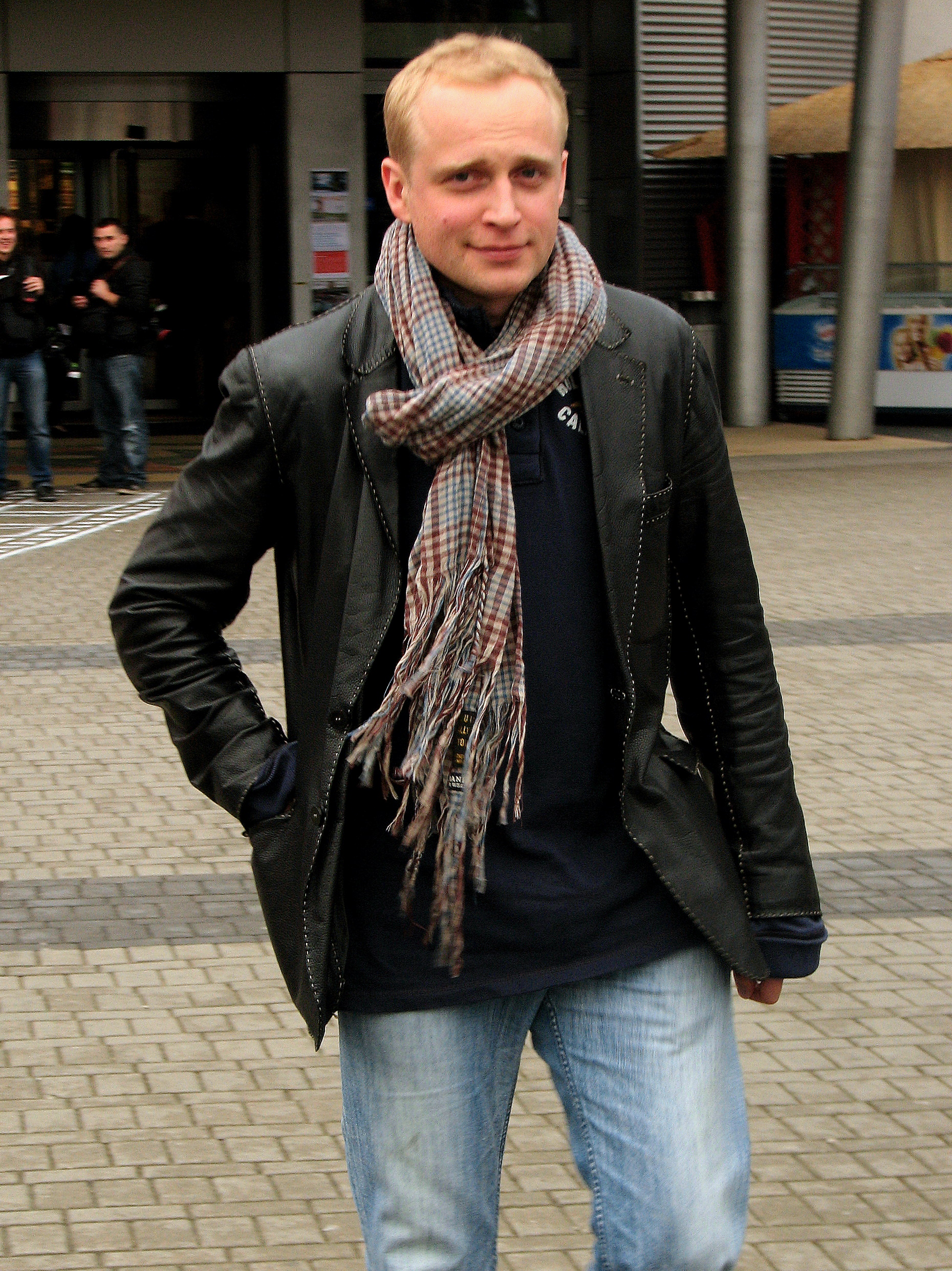
Piotr Adamczyk a XXXV. Lengyel Filmfesztiválon Gdyniában, 2010-ben

| Év        | Magyar cím Eredeti cím                                                    | Szerep                         | Magyar hangja | Rendező                                                                              |
| --------- | ------------------------------------------------------------------------- | ------------------------------ | ------------- | ------------------------------------------------------------------------------------ |
| 2013      | Rzecz o banalnosci milosci                                                | a fiatal Martin Heidegger      | TBA           | Feliks Falk                                                                          |
| 2012      | Hans Kloss. Stawka większa niż śmierć                                     | Hermann Brunner                | TBA           | Patryk Vega                                                                          |
| 2012      | Piąty Stadion                                                             | Borys Nowakowski               | TBA           | Tomasz Konecki                                                                       |
| 2012      | Bitwa pod Wiedniem                                                        | I. Lipót                       | TBA           | Renzo Martinelli                                                                     |
| 2012      | Tajemnica Westerplatte                                                    | Mieczysław Słaby               | TBA           | Paweł Chochlew                                                                       |
| 2012      | Trick (tv-sorozat)                                                        | Marek Kowalewski               | TBA           | TBA                                                                                  |
| 2011      | Listy do M.                                                               | Szczepan Lisiecki              | TBA           | Mitja Okorn                                                                          |
| 2011-2013 | Az élet sava-borsa Przepis na życie                                       | Andrzej Zawadzki               | Zámbori Soma  | Michał Rogalski                                                                      |
| 2011      | Uwikłanie                                                                 | Antoni Szacki                  | TBA           | Jacek Bromski                                                                        |
| 2011      | Och, Karol 2                                                              | Karol Górski                   | TBA           | Piotr Wereśniak                                                                      |
| 2010      | Nie ten człowiek                                                          | szolgálóbíró                   | TBA           | Paweł Wendorff                                                                       |
| 2010      | Śniadanie do łóżka                                                        | Konrad                         | TBA           | Krzysztof Lang                                                                       |
| 2010      | Trükk                                                                     | Marek Kowalewski               | TBA           | Jan Hryniak                                                                          |
| 2010      | Święty interes                                                            | Leszek Rembowski               | TBA           | Maciej Wojtyszko                                                                     |
| 2009      | Second Life                                                               | Nicholas                       | TBA           | Miguel Gaudêncio Alexandre Valente                                                   |
| 2009      | Naznaczony                                                                | Tadeusz Kral                   | TBA           | Patrick Yoka Katarzyna Adamik Maciej Odoliński Tomasz Szafrański Jacek Filipiak      |
| 2009-2013 | Czas honoru                                                               | Lars Rainer                    | TBA           | Michał Kwieciński Michał Rosa Grzegorz Kuczeriszka Waldemar Krzystek Michał Rogalski |
| 2009      | 39 i pół                                                                  | Jacek Wąglik                   | TBA           | TBA                                                                                  |
| 2009      | Funio, Szefunio i reszta... czyli dzieciaki ratują świat                  | Adam Piotrczyk                 | TBA           | James Crowley                                                                        |
| 2008      | Einstein                                                                  | Kurt Kluge                     | TBA           | Liliana Cavani                                                                       |
| 2008      | Limousine                                                                 | Georges                        | TBA           | Jérôme Dassier                                                                       |
| 2008      | Nie kłam, kochanie                                                        | Marcin Paprocki                | TBA           | Piotr Wereśniak                                                                      |
| 2008      | Hölgyválasz-ma Lejdis                                                     | Artur                          | TBA           | Tomasz Konecki                                                                       |
| 2007      | Testosteron                                                               | Kornel                         | TBA           | Tomasz Konecki Andrzej Saramonowicz                                                  |
| 2005      | Karol. A pápa, aki ember maradt Karol. Papież, który pozostał człowiekiem | II. János Pál pápa             | Viczián Ottó  | Giacomo Battiato                                                                     |
| 2004      | Karol. Az ember, aki pápa lett Karol. Człowiek, który został papieżem     | Karol Wojtyła                  | Viczián Ottó  | Giacomo Battiato                                                                     |
| 2004-2006 | Pensjonat pod Różą                                                        | Jacek Kakietek                 | TBA           | Maciej Wojtyszko Maciej Strzembosz                                                   |
| 2004      | Dziupla Cezara                                                            | Cezary Kubik                   | TBA           | Wojciech Adamczyk                                                                    |
| 2003-2004 | Łowcy skór                                                                | dr. Andrzej Kwiatkowski        | TBA           | Rafał M. Lipka                                                                       |
| 2003      | Ciało                                                                     | Proboszcz                      | TBA           | Tomasz Konecki Andrzej Saramonowicz                                                  |
| 2003      | Na dobre i na złe                                                         | Jerzy Kozerski                 | TBA           | TBA                                                                                  |
| 2002      | Kariera Nikosia Dyzmy                                                     | angoltanár                     | TBA           | Jacek Bromski                                                                        |
| 2002      | Wszyscy święci                                                            | Jędrzejowie atya               | TBA           | Andrzej Barański                                                                     |
| 2002      | Chopin - Vágyakozás a szerelemre Chopin. Pragnienie miłości               | Frédéric Chopin                | Görög László  | Jerzy Antczak                                                                        |
| 2001      | Garderoba damska                                                          | Paweł Spory                    | TBA           | Andrzej Kotkowski Adam Iwiński Wojciech Pacyna Janusz Kondratiuk                     |
| 2000      | Przeprowadzki                                                             | szárnysegéd                    | TBA           | Leszek Wosiewicz                                                                     |
| 2000      | Prymas. Trzy lata z tysiąca                                               | Kozyry asszisztens             | TBA           | Teresa Kotlarczyk                                                                    |
| 1999      | Wrota Europy                                                              | Tadeusz Sztyller               | TBA           | Jerzy Wójcik                                                                         |
| 1999      | Ja, Malinowski                                                            | Pijaszewski                    | TBA           | Filip Zylber                                                                         |
| 1999      | Na plebanii w Wyszkowie 1920                                              | Marian Lacheta hadnagy         | TBA           | TBA                                                                                  |
| 1999      | Egzekutor                                                                 | orvos                          | TBA           | Filip Zylber                                                                         |
| 1997      | Sława i chwała                                                            | Józio Royski                   | TBA           | Kazimierz Kutz                                                                       |
| 1997      | A mi Urunk testvére Brat naszego Boga                                     | Hubert                         | TBA           | Krzysztof Zanussi                                                                    |
| 1997      | Boża podszewka                                                            | Adam                           | TBA           | Izabella Cywińska                                                                    |
| 1995      | Mágusok Spellbinder                                                       | Zander                         | TBA           | Noel Price                                                                           |
| 1995      | Cwał                                                                      | Ksawery                        | TBA           | Krzysztof Zanussi                                                                    |
| 1991      | Pogranicze w ogniu                                                        | Pająk, uczestnik akcji "Wózek" | TBA           | Andrzej Konic                                                                        |

## Szinkronszerepei

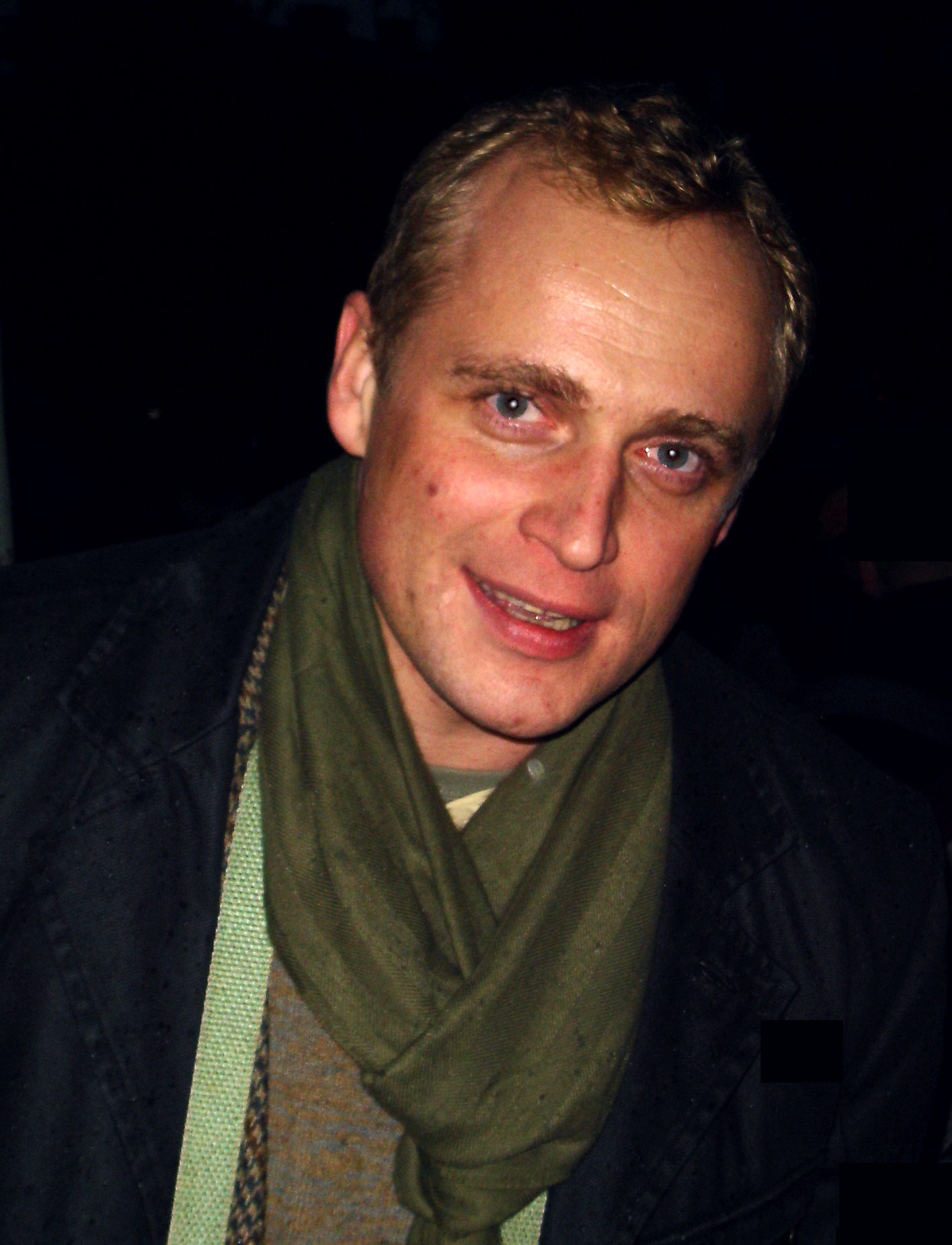
Piotr Adamczyk

- Melman, a zsiráf: Madagaszkár, Madagaszkár 2., Madagaszkár 3., MadagaszKarácsony
- Villám McQueen: Verdák, Verdák 2., Verdanimációk
- Páris: Gnómeó és Júlia
- Pius Thicknesse (Guy Henry): Harry Potter és a Halál ereklyéi 1.
- Geronimo Stilton: Geronimo Stilton
- Larry Daley (Ben Stiller): Éjszaka a múzeumban, Éjszaka a múzeumban 2.
- Charles "Chuck" Baker kapitány: 51-es bolygó
- Kopernikusz: Gwiazda Kopernika
- Skeeter Bronson (Adam Sandler): Esti mesék
- Dave Ming Chang (Eddie Murphy): Az üresfejű
- Tuke: Mackótestvér 2.
- Virgonc: Vad galamb
- Öcsi/Szilánk: A Hihetetlen család, Furi-támadás
- Shane Flinty: Mizújs, Scooby-Doo?
- dr. John Dolittle (Eddie Murphy): Dr. Dolittle, Dr. Dolittle 2.
- Jézus: A csodatevő
- Csillagok háborúja I: Baljós árnyak
- Cedryk (Jaroslav Zvasta): Solymász Tamás
- Lenny: Pindúr pandúrok (televíziós sorozat, 1998)Pindúr pandúrok
- dr. Siggy Lloyd (Sean Sullivan): Eerie, Indiana: The Other Dimension
- Zorro/Diego: Zorró legújabb kalandjai
- Károly Lajos: Sissi hercegnő
- Hatil: Star Trek: Voyager
- Mike Grunewald: Louie élete
- Harry Osborn, Gépágyú/James Rupert „Rhodey” Rhodes, Johnny Storm/Fáklya: Pókember
- Ringo: Tekkaman Blade
- Wheeler: A bolygó kapitánya
- Sprocker kutya/fiatal George: Fraggle Rock

## Magánélete
2010-ben támogatta Bronisław Komorowski államfőjelöltet.
2011-ben a lengyel hosszútávú triatlon verseny nagykövete lett.

## Fordítás
- Ez a szócikk részben vagy egészben  a   Piotr Adamczyk című angol Wikipédia-szócikk ezen változatának fordításán alapul.  Az eredeti cikk szerkesztőit annak laptörténete sorolja fel. Ez a jelzés csupán a megfogalmazás eredetét és a szerzői jogokat jelzi, nem szolgál a cikkben szereplő információk forrásmegjelöléseként.
- Ez a szócikk részben vagy egészben  a   Piotr Adamczyk című lengyel Wikipédia-szócikk ezen változatának fordításán alapul.  Az eredeti cikk szerkesztőit annak laptörténete sorolja fel. Ez a jelzés csupán a megfogalmazás eredetét és a szerzői jogokat jelzi, nem szolgál a cikkben szereplő információk forrásmegjelöléseként.